# Çò des de Rodès
El Çò des de Rodès, Casa Rodés o Çò de Rodés, és una casa senyorial de tradició gòtico-renaixentista situada al carrer Major, al nucli històric de Vielha, al municipi de Vielha e Mijaran (Vall d'Aran). Edificada a principis del segle xvii i restaurada a principis del segle xxi, forma part de l'Inventari del Patrimoni Arquitectònic de Catalunya i està qualificada com a monument històric, segons resolució del 13 de juny de l'any 1980 al Butlletí Oficial de l'Estat.

## Descripció
L'habitatge, probablement el millor casal conservat de la Vila de Vielha, està format per dues plantes definides per les obertures, la planta baixa, el pis, i golfes cobertes d'encavallades de fusta amb doble línia de llucanes i teulada de pissarra. Els murs són de paredat i les cantoneres i les dovelles del portal, de pedra. Al primer pis, sobre el portal, hi ha un finestral renaixentista, amb motllura guardapols i el travesser i el mainell de pedra; a la dreta n'hi ha una altra de gòtica, geminada, amb arquets calats. Al mur de migdia fou afegit posteriorment una galeria.

La capièra i la façana principal s'orienten al carrer principal —llevant. Per la banda de tramuntana s'hi afegí un petit cos que suporta la galeria elevada, de fusta, amb balconada i coberta per una barbacana. Predomina l'obra de paredat, però les cantonades foren travades amb blocs de pedra escairats. Les façanes, en part decarnades, conserven un antic arrebossat de ciment. La façana principal presenta una distribució simètrica, tot i barrejar obertures de fusta i de fàbrica; el pedrís aprofita el desnivell del terreny. La porta d'entrada, adovellada amb brancals monolítics i daus a manera de capitells en les bandes, i dovelles de notables dimensions que configuren un arc de mig punt. Al seu damunt es troba el finestral del primer pis, d'arc rebaixat i dividit en quarters —els superiors més petits—, per un trecallums en creu de pedra i ornat amb motllures en l'intradós, la cartel·lera, i amb un guardapols de corda que acaba en colze, en un terç; a la llinda hi ha una inscripció amb el nom del propietari i l'any de construcció: 
| « | PE[re] JOAN Crismó de RODÉS 1608 | » |

 A la seva esquerra es troba un finestral gòtic, ben conservat i fet amb marbre de Sant Beat. És d'estructura geminada amb el mainell definit per una petita columna i el marc fet amb brancals monolítics, carreus que subratllen la línia d'impostes i una llinda monolítica que conté dos arcs trilobulats a banda i banda d'un suposat capitell, amb un ull de bou al damunt.

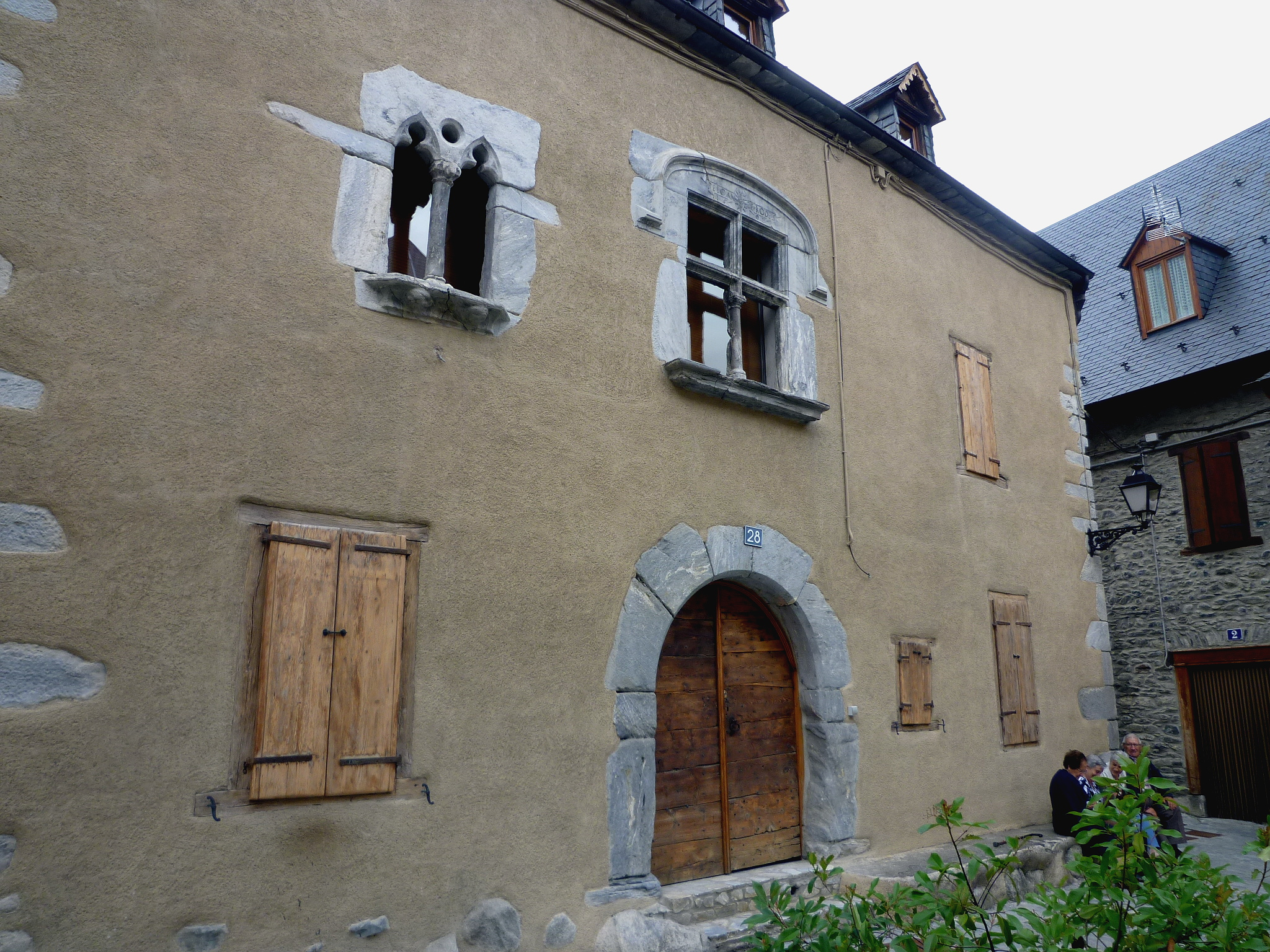
Entrada principal de la casa.
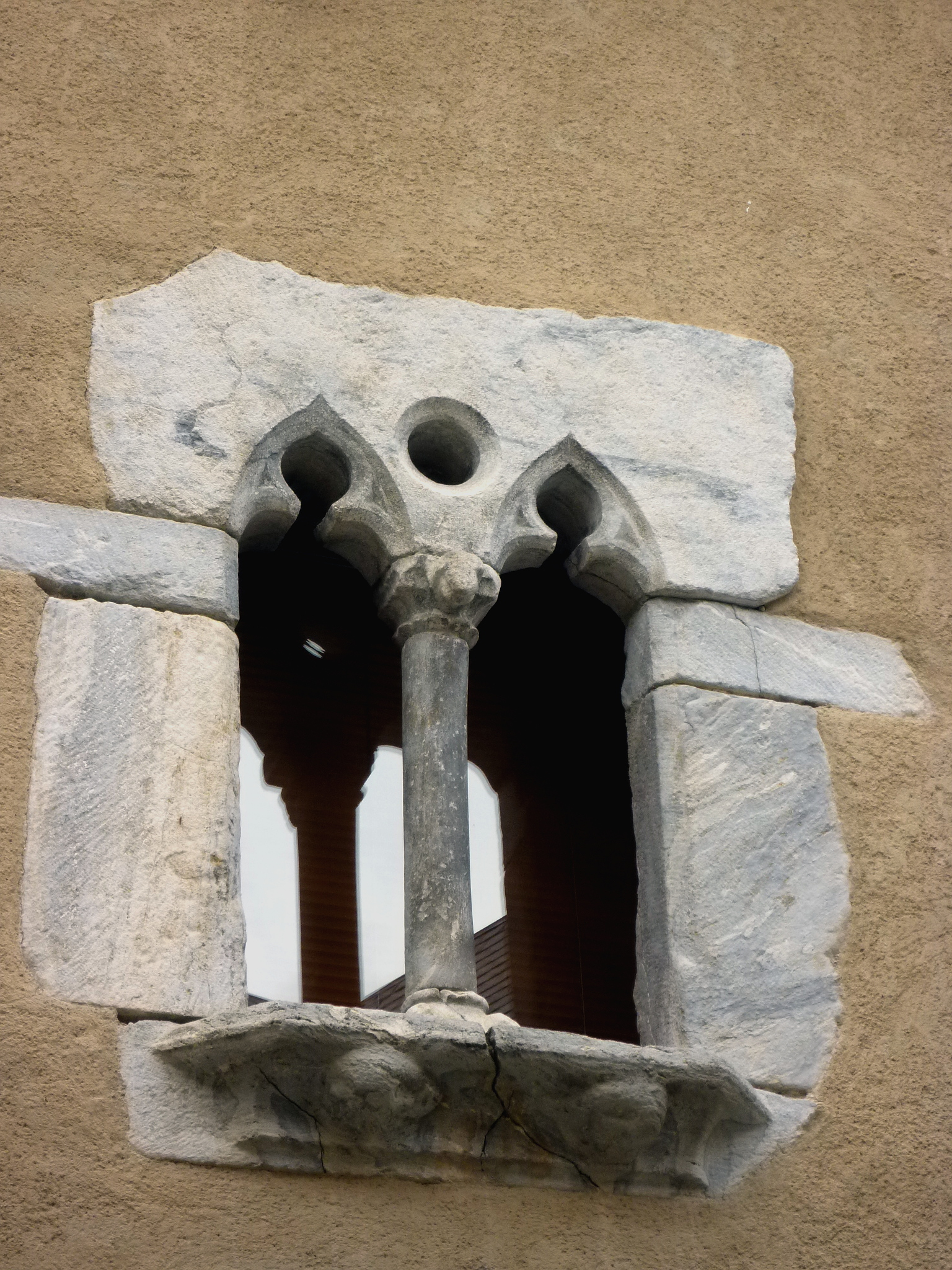
Detall de la finestra geminada gòtica.
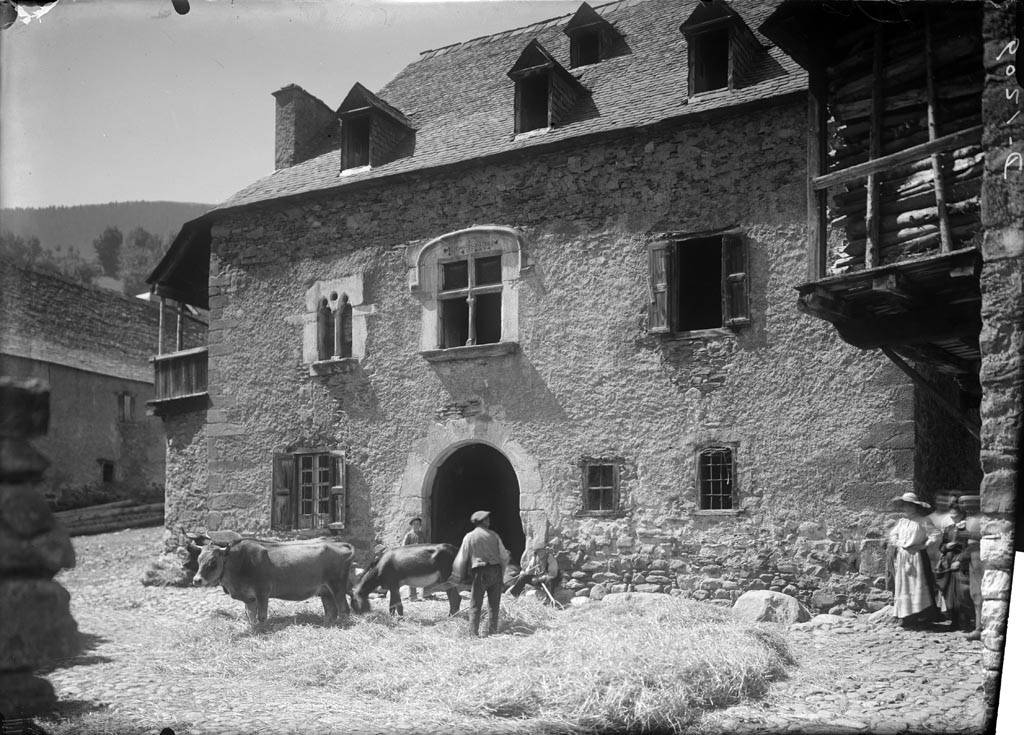
Homes cuidant el bestiar davant del Çò de Rodès (1907)